# 維多利亞：太陽帝國
《维多利亚：太阳帝国》是Paradox Interactive开发的一款即时战略游戏。游戏时间设定在1836年至1920年，即维多利亚时代。游戏使用改进过的欧陆引擎(Europa Engine)。该游戏的主要开发者是Johan Andersson。
不同于Paradox Interactive其他的游戏侧重于探索和殖民（《欧陆风云》）或战争（《钢铁雄心》），《维多利亚》侧重于对国家的管理，包括国家的工业化和政治社会制度。游戏本身侧重于国家经济，拥有一个复杂的市场系统（被称为有史以来最好的经济模拟之一）。但是《维多利亚》也面临很多的异议，在游戏评价中只获得了60.4%的好评。主要原因是游戏画面相对过时。

## 游戏结构

### 胜利条件
游戏的主要目标是在游戏时间结束时得到尽可能多的胜利点数，胜利点数主要通过三个方面得到。
- 威信值：宣称殖民地、赢得战争、实行社会和政治制度改革、研究科技或者通过历史事件
- 工业力：建造工厂、将你的农民或者工人（labourers）人口升级为技工（craftsmen）、升级国家境内的交通网
- 军事力：取决于你的陆军和海军规模

以上三个方面的综合分决定了游戏的“赢家”。

## 经济系统
维多利亚中的经济系统模拟了资源在世界市场上的流通。游戏中的每一个地区（游戏中称为“省份”Provinces）都出产一种资源。有些资源，比如“小麦”，直接被POPs（游戏中的人口单位）需求，可以直接出售。另外一些资源，比如“木材”，是游戏中的工业原料，但也可以以较低的利润直接出售。所有的资源都可以从省份中出产或者通过工业生产，他们也能被其他国家收购。进入世界市场的等级取决于国家的威信度

### 资源
游戏中一共有47种资源，下面列举几种主要资源
- 钢 在工业化进程中的一种很重要资源，同样也是铁路和战争物资的重要原料，也是生产利润很高的原料
- 煤 是很多资源生产的原材料
- 硫磺 是生产武器军火的重要资源
- 贵金属 在升级POP到“资本家”“贵族”时需要
- 机械零配件 是工业化进程中的主要原材料

### 工业化
游戏很着重一个国家的工业化，而工业化靠科技研究来拉动。机械零配件的收购对工业化又很重要的作用，因为它是修建工厂的原料。

## 外交系统
游戏中各国可以通过每年固定增加的“外交点数”来进行外交。玩家可以通过金钱提升与他国的外交关系、进行科技交易、地区及殖民地交易、签订军事同盟或共同防御计划、要求对方停止对指定地区的殖民战争、或者是宣战、媾和。

## 战争系统
战争是维多利亚外交系统中的一种特殊情况，当两个国家都试图侵略另一国的领土（根据战争决定是本土还是殖民地）时，两国间即进入战争状态。战争是抽象进行的，当军队行进至一处敌国领土并进行一场毫无胜算的战斗时，玩家不能控制战斗的实际进行，只能增援或撤军。然而，战斗效率却可以决定性地受到玩家影响。任命将军或海军上将会影响部队的士气与组织度，这样就可以做些指数上的改进。省份内的先进铁路系统也可以为省份拥有者提供战斗增强效果以及提高机动力。省份也可以加筑工事，当部队停留一段时间后也会筑战壕，这两个都为战斗提供极大的好处。
该游戏战争的终极目标与其他战略游戏的有非常大的不同：一般来说通过一场战争来极大地打击敌国经济是十分困难的，被占领土只能暂时被占领国控制，战后所获领土一般不会很多也很难征服。不过，也有一些其他和平条件，比如战争赔偿和羞辱。
在没有既有宣称权的情况下，对开化国家宣战或割让领土可能最终导致与其他列强国家间的战争。好战者会发现他们在国际上受到极端孤立，并不断被拉入战事，导致影响到工业力与威信值。

### 战斗单位
维多利亚中的战斗单位被分为陆军和海军。陆军在陆地上作战，可以占领敌方的省份。海军则是一个辅助性的单位，海军能够炮击地方沿海省份，运送陆军士兵或进行海战。
维多利亚中的陆军单位分为4种：
- 步兵 军队的主要力量，火力较强，但突袭时攻击力弱，移动速度慢
- 骑兵 辅助兵种，火力较弱，但突袭时攻击力强，移动速度快
- 龙骑兵 是一个折中的单位，所有的数据都折中
- 民兵 十分弱的单位，未开化的国家只能建造这种单位